# Çıraqlı (Daşkəsən)
Çıraqlı è un comune dell'Azerbaigian situato nel distretto di Daşkəsən. Conta una popolazione di 173 abitanti.